# Maxis
Maxis ist ein Label für Simulationscomputerspiele des US-amerikanischen Computerspielpublishers Electronic Arts. Es bezeichnete ursprünglich das 1987 im kalifornischen Emeryville gegründete Entwicklerstudio Maxis Software Inc., das hauptsächlich durch die Computerspiele SimCity und Die Sims bekannt wurde. Seit den 1990ern gehörte das Unternehmen zu Electronic Arts, das Maxis zu einer Marke für die Produkte mehrerer Entwicklerstudios ausbaute. 2015 schloss der Konzern die Hauptniederlassung. Der Markenname ist weiter in Verwendung.

## Geschichte
Das Unternehmen wurde 1987 als Maxis Software Inc. von Will Wright und Jeff Braun gegründet. Entgegen der weitläufigen Meinung entstand der Name des Unternehmens nicht durch einfaches Rückwärtslesen der Worte „six AM“ (deutsch „sechs Uhr morgens“). Stattdessen sei er durch eine Empfehlung von Jeff Brauns Vater entstanden, welcher meinte, der Name eines Computerspiel-Unternehmens sollte zweisilbig sein und den Buchstaben „x“ enthalten.
Wright und Braun setzten das Spiel SimCity, das bis dato auf Commodore 64 lief, für weitere Heimcomputer um. In der ersten Hälfte der 1990er Jahre machte Maxis sich einen Namen mit weiteren Spielen aus der Sim-Serie: der Evolutionssimulation SimEarth (1990), dem Ameisensimulator SimAnt (1991) und SimFarm (1993), der Simulation eines Bauernhofs. Allen Spielen ist gemein, dass sie auf die realistische Darstellung von Gewalt verzichten, im Gegensatz zu bis dahin klassischen Spielen keinen Gewinner / Verlierer und keinen Punktestand ausweisen und teilweise ohne definiertes Spielende auskommen („Open end“).
Ab 1997 gehörte das Unternehmen zu Electronic Arts. Das Hauptstudio befindet sich im kalifornischen Walnut Creek. Überwiegende Teile der von dem Unternehmen entwickelten Spiele basieren auf Simulationen. Das erfolgreichste Produkt des Unternehmens ist Die Sims (Originaltitel The Sims).
Im März 2015 wurde die Hauptniederlassung geschlossen. Nach Aussage von EA soll die Marke Maxis jedoch weiterbestehen, unter ihr sollen andere Entwicklerstudios in Redwood Shores, Salt Lake City, Helsinki und Melbourne weiterhin neue Spiele und Erweiterungen entwickeln.

## Zeitleiste
- 1987 – Gründung des Unternehmens
- 1989 – SimCity
- 1990 – SimEarth
- 1991 – SimAnt (Lebenssimulation eines Ameisenvolkes)
- 1992 – SimLife (Lebenssimulation eines Ökosystems)
- 1992 – A-Train (Eisenbahnsimulation)
- 1993 – SimCity 2000 und SimFarm
- 1995 – SimTower, SimIsle, SimTown und Full Tilt! Pinball
- 1996 – SimCopter, SimTunes, SimPark und SimSafari
- 1997 – Akquisition durch Electronic Arts und Veröffentlichung von Marble Drop und Streets of SimCity
- 1999 – SimCity 3000
- 2000 – Die Sims
- 2001 – SimCoaster und SimGolf
- 2002 – Die Sims Online
- 2003 – SimCity 4
- 2004 – Die Sims 2 und Die Urbz
- 2007 – Die Sims 2: Gestrandet
- 2008 – Spore
- 2009 – Die Sims 3
- 2011 – Darkspore
- 2013 – SimCity
- 2014 – Die Sims 4
- 2015 – Schließung des Studios Emeryville